# Civitas Nemetum

Grenzen der Civitas in Anlehnung am Bistum Speyer

Die Civitas Nemetum war eine Verwaltungseinheit (Civitas) im linksrheinischen Teil der römischen Provinz Germania superior (Obergermanien). Benannt wurde sie nach dem dort angesiedelten germanischen Stamm der Nemeter.

## Geographie
Das Gebiet der Civitas Nemetum erstreckte sich etwa zwischen dem Fluss Isenach beim heutigen Ludwigshafen am Rhein im Norden bis zum Seltzbach im Elsass im Süden. Im Osten bildete der Rhein die Grenze. Da sich die ursprüngliche kirchliche Verwaltungsstruktur an der römischen orientierte, entsprachen die Grenzen der Civitas wohl auch grob dem des mittelalterlichen linksrheinischen Bistums Speyer. Hauptort war zudem Noviomagus Nemetum, das heutige Speyer. Im Norden grenzte die Civitas Vangionum, im Süden die Civitas Tribocorum und im Westen schon die Provinz Gallia Belgica. Die Verwaltungsstrukturen auf der gegenüberliegenden Rheinseite sind unsicher, allerdings dürfte nordöstlich die Civitas Ulpia Sueborum Nicrensium gelegen haben.
Wichtigste Verkehrsstraße war die damalige römischen Rheintalstraße, die von Italien nach 'Mogontiacum' Mainz verlief.
Zu den bekannten Vici zählen Noviomagus (Speyer), Tabernae (Rheinzabern) und Vicus Julius (Germersheim). An der Grenze zum Gebiet der Vangionen lag ein Vicus bei Mutterstadt, dessen Name möglicherweise Rufiniana gewesen sein könnte, und im Süden lag der Grenzort Saletio (das heutige Seltz).
bekannte Kastelle:
- Kastell Speyer
- Kastell Rheingönheim
- Kastell Altrip (namens Alta Ripa)
- Kastell in Lauterbourg (wahrscheinlich namens Tribuni)

## Nennungen
Der Name der Civitas taucht mehrfach auf Steininschriften auf. Meist wurde nur die Abkürzung C N verwendet. Zweimal wird sie dabei als Colonia bezeichnet (Leugenstein aus Altrip und bei Hagenbach, beide in das Jahr 268 datiert).
Zwei Inschriften geben die Namen zweier Decuriones bekannt:
- Barbat[i]us Silvester (Grabinschrift bei Walsheim)
- C. Candidius Calpurnianus (Stifterinschrift bei Heidelberg, ebenso Decurio der Civitas Sueborum Nicrensium)

## Geschichte
Erstmals erwähnt werden die Nemeter vom römischen Feldherrn Gaius Iulius Caesar in seinem Werk De bello Gallico. Demzufolge schlossen sich die Nemeter einem Verbund mehrerer Stämme unter dem germanischen Anführer Ariovist an, um in Gallien neues Siedlungsgebiet zu suchen. Caesar nennt die Nemeter im Jahr 58 v. Chr. als eines der sieben Stämme, die er in einer Schlacht im Oberelsass besiegte. Seit wann die Nemeter diesem Gebiet leben, ist unklar. Möglicherweise beließ Caesar nach der Schlacht die Stämme der Triboker, Vangionen, Nemeter und Sedusier in diesem Siedlungsareal unter der Bedingung, dass sie die Rheingrenze gegen römische Feinde verteidigen würden. Sicher ist lediglich, dass spätestens seit claudischer Zeit die Nemeter links des Rheins siedelten. Siedlungsleer dürfte das Gebiet zuvor nicht gewesen sein, da die Fundobjekte einen keltisch-germanischen Stil aufweisen und daher wohl eine keltische Vorbevölkerung in den Stammesverband aufging.
Im Jahr 10 v. Chr. wurde in Speyer von Drusus ein Kastell errichtet, welches die Grundlage für die Gründung des späteren Hauptorts darstellte. Um 43 n .Chr. wurde ein Kastell im heutigen Rheingönheim erbaut. Es wurde während des Bataveraufstandes 70 n. Chr. zerstört und daraufhin wieder aufgebaut. Allerdings gab man beide Kastelle schon um 74 n. Chr. wieder auf, da es mit der Verschiebung der Reichsgrenze ins rechtsrheinische Gebiet an Bedeutung verlor.
Wann die Civitas gegründet wurde, ist nicht überliefert. Vermutlich erfolgte dies mit der Gründung der Provinz Germania superior, also spätestens ab dem Jahr 90 n. Chr. Die wirtschaftliche Blütezeit erlebte die Region im 2. und frühen 3. Jh. n. Chr. In dieser Zeit erlangte der Vicus Tabernae (Rheinzabern) eine überregionale Bedeutung für seine Ziegelei und Töpferproduktion. Mit dem Limesfall um 260 n. Chr. gingen die Absatzmärkte rechts des Rheins verloren und es folgten unsichere Zeiten. Zwischen 260 und 270 wurde die Civitas Nemetum Teil des Gallischen Sonderreichs. 275 n. Chr. kam es zu schweren Zerstörungen in Noviomagus Nemetum infolge eines Germaneneinfalls. Ende des 3. bis Mitte des 4. Jahrhunderts beruhigte sich die Lage wieder. Es folgte unter Kaiser Diokletian im Jahr 297 eine Verwaltungsreform und die Civitas Nemetum wurde der Provinz Germania prima zugeordnet.
351 fielen Alamannen in die linksrheinischen Gebiete ein und brachten sie unter ihre Kontrolle. Erst 357 gelang mit dem römischen Sieg in der Schlacht von Argentoratum (dem heutigen Straßburg) die Wiedereingliederung des Nemeterlandes. Kaiser Valentinian I. begann daraufhin mit der Befestigung der Rheingrenze. Es folgten im Gebiet der Civitas die Errichtung der Kastelle in Altrip und in Lauterburg. In der Neujahrsnacht 406/407 zogen die stationierten Truppen ab.